# Železna diplomacija
Železna diplomacija (ukrajinsko залізна дипломатія) se nanaša na prakso prevoza svetovnih voditeljev skozi Ukrajino po železnici od začetka ruske invazije na Ukrajino leta 2022. Izraz je skoval Oleksandr Kamišin, vodja ukrajinskih železnic, ker so se številni diplomati zaradi zaprtja ukrajinskega zračnega prostora vozili z vlakom v in iz Kijeva, glavnega mesta Ukrajine. Prvi tuji voditelji, ki so obiskali Kijev, so se tudi odločili, da se izognejo potovanju iz Poljske v Ukrajino s poljskim vojaškim letalom, saj bi si Rusija lahko to razlagala kot stopnjevanje konflikta.

## Železniški sistem
Od začetka ruske invazije leta 2022 je bil ukrajinski zračni prostor zaprt, njeno cestno omrežje pa je zaradi bojev postalo nezanesljivo. Tako se je morala Ukrajina pričela močno zanašati na svoj železniški sistem za prevoz, vključno s humanitarno pomočjo, begunci, orožjem in hrano za izvoz.  Ker je železniški sistem ključnega pomena za odpor Ukrajine proti invaziji, so Ukrajinske železnice še naprej delovale navkljub ponavljajočim se napadom, kot je bil napad na postajo v Kramatorsku. Povečala se je tudi varnost in Oleksandr Kamišin je sedaj oborožen in ga spremljata dva telesna stražarja, svoj urnik in lokacijo ohranja za skrivnost ter se izogiba fizičnemu stiku s svojo družino.}}
Diplomati in drugi svetovni voditelji, ki želijo potovati po Ukrajini, se soočajo s podobnim pomanjkanjem možnosti, zato redno sodelujejo v Kamišinovem programu železne diplomacije. Ukrajina zagotavlja tudi varnostne podrobnosti za gostujoče voditelje, Kamišin pa prav tako hrani podrobnosti o njihovem potovanju v tajnosti, vendar včasih pride do objave informacij še preden delegacija zapusti Ukrajino, kar poveča tveganje za napad.

## Vagoni
Eden izmed vagonov, uporabljenih v programu železne diplomacije, je bil prvotno zgrajen za bogate turiste, ki so potovali na Krimski polotok. Dokončan je bil leta 2014 in je bil uporabljen le nekajkrat, preden je Rusija priključila polotok v začetku istega leta. Za program železne diplomacije so bili uporabljeni tudi nedavno posodobljeni vagoni iz sovjetskega obdobja. Čeprav je večina pohištva visokokakovostnega, ki gostujočim voditeljem omogoča udobno potovanje, vsi vagoni niso enako udobno opremljeni. Ko so francoski predsednik Emmanuel Macron, nemški kancler Olaf Scholz in italijanski premier Mario Draghi skupaj potovali v Kijev, so bili vsi nasmejani, ko so razpravljali o velikih razlikah med nastanitvami, ki so jim bile zagotovljene.

## Odmevni obiski
| Datum          | Potujoči | Predstavniki                    | Cilj  | Opombe | Sklici                             |
| -------------- | --- | ------------------------------- | ----- | --- | ---------------------------------- |
| 15. marec 2022 | Mateusz Morawiecki, predsednik vlade Petr Fiala, predsednik vlade Janez Janša, predsednik vlade Jarosław Kaczyński, namestnik predsednika vlade | Poljska Češka Slovenija Poljska | Kijev | - Prvi obisk tujih politikov med invazijo | [ 12 ] [ 17 ] [ 13 ]               |
| 1. april 2022  | Roberta Metsola, predsednica evropskega parlamenta                                                                                              | EU                              | Kijev | - Prvi obisk predstavnika EU med invazijo - Podrobnosti potovanja zadržane iz varnostnih razlogov - Kamišin teden kasneje zatrdi, da so "vsi Zahodni voditelji prišli z vlakom - Metsola je osebno nagovorila Vrhovno rado | [ 9 ] [ 18 ] [ 19 ] [ 20 ]         |
| 8. april 2022  | Ursula von der Leyen, predsednica komisije Josep Borrell, predstavnik za zunanje zadeve Eduard Heger, predsednik vlade                          | EU Slovaška                     | Kijev | - Obisk se je zgodil nekaj ur po napadu na železniško postajo Kramatorsk - Von der Leyenova predstavi vprašalnik za pomoč Ukrajini pri vstopu Ukrajine v EU                                                                | [ 15 ] [ 21 ] [ 22 ] [ 23 ] [ 24 ] |
| 9. april 2022  | Boris Johnson, predsednik vlade | UK                              | Kijev | - Obisk se je zgodil med afero Partygate | [ 13 ] [ 25 ]                      |
| 21. april 2022 | Antony Blinken, državni sekretar Lloyd Austin, obrambni sekretar                                                                                | ZDA                             | Kijev | - Obisk se je zgodil nekaj ur pred napadom na železniško postajo Krasne - Nejasno, ali sta bila sekretarja v času napada še vedno v tranzitu                                                                               | [ 9 ] [ 26 ]                       |
| 28. april 2022 | António Guterres, generalni sekretar ZN | ZN                              | Kijev | - Obisk se je zgodil dva dni po Guterresovem obisku Putina v Moskvi - Med časom obiska je bil napaden center Kijeva - Dve raketi sta eksplodirali v okrožju Ševčenski in presenetili ekipo ZN                              | [ 27 ] [ 28 ] [ 29 ]               |
| 16. junij 2022 | Emmanuel Macron, predsednik Olaf Scholz, kancler Mario Draghi, predsednik vlade                                                                 | Francija Nemčija Italija        | Kijev | - Macronu je bila dodeljena lepša nastanitev - Voditelji so nazananili podporo Ukrajini za dodelitev statusa članice kandidatke EU                                                                                         | [ 30 ] [ 31 ] [ 14 ]               |
| 16. junij 2022 | Klaus Iohannis, predsednik | Romunija                        | Kijev | - Iohannis se je pridružil Macronu, Draghiju in Scholzu; a je potoval ločeno - Prav tako je podprl dodelitev statusa članice kandidatke                                                                                    | [ 32 ] [ 31 ]                      |
| 29. junij 2022 | Joko Widodo, predsednik | Indonezija                      | Kijev | - Prvi obisk predstavnika azijske države med invazijo - Obisk se je zgodil po Widodojevemu obisku vrhu G7 na Bavarskem - Indonezija bo gostila naslednje zasedanje G20 na Baliju                                           | [ 33 ]                             |
| 3. julij 2022  | Anthony Albanese, predsednik vlade | Avstralija                      | Kijev | - Prvi obisk predsednika vlade Avstralije v Ukrajini - Za varovanje so skrbele avstralske in ukrajinske specialne sile - Med potovanjem po Kijevu se je zgodil medijski mrk                                                | [ 34 ] [ 35 ] [ 16 ] [ 36 ]        |